# 景美村
23°46′52″N 121°32′46″E / 23.781°N 121.546°E
景美村，臺灣原住民部落之一，是花蓮縣秀林鄉轄下的行政區劃，為太魯閣族所居住。景美村約近兩千人，都是太魯閣族人，男女人口比率相近，分三棧及加灣兩個社區，村民大多務農為主。三棧社區的三棧溪近年封溪護魚，雅致的山水河谷景觀(三棧溪谷、黃金峽谷、布拉旦風景區)，有小太魯閣之稱，配合著太魯閣族風情的人文，以及美味的原住民風味餐、溯溪、攀岩等等活動，具有觀光發展潛力；加灣社區有較濃厚的農村氣息，社區內亦有原住民手工藝工作坊及民宿設立。景美村位於秀林鄉偏東之中央，西依中央山脈之加禮宛山，北鄰秀林村，南接佳民村，東以蘇花公路與新城鄉康樂村為界。

## 交通
- 景美車站
- 台9線蘇花公路
- 花蓮客運
- 統聯客運
- 花5線鄉道
- 花9線鄉道